# 厚壳树
厚壳树为紫草科厚壳树属下的一种喬木，高達20公尺。葉互生，呈橢圓形，開白色花，圓錐狀聚繖花序，果實成熟後呈紅色。分佈於東亞、東南亞和澳大利亞。

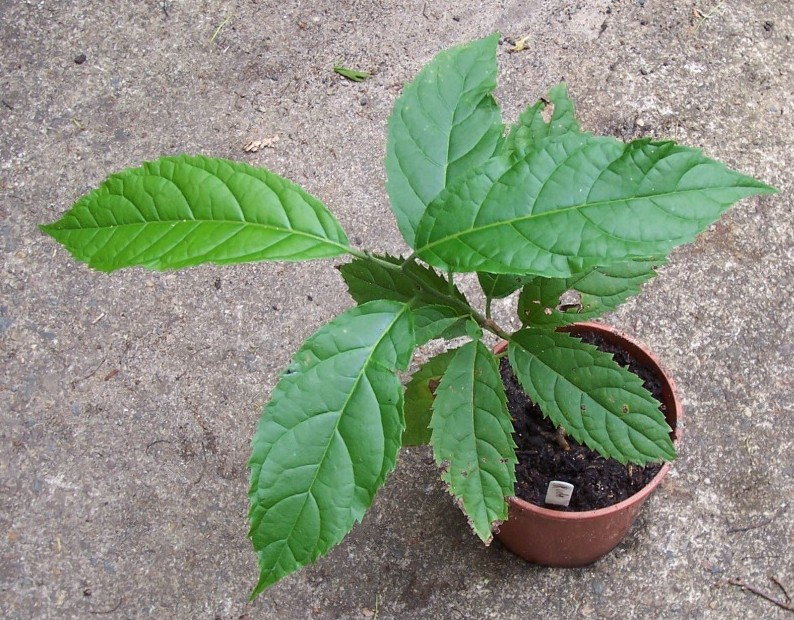
幼苗
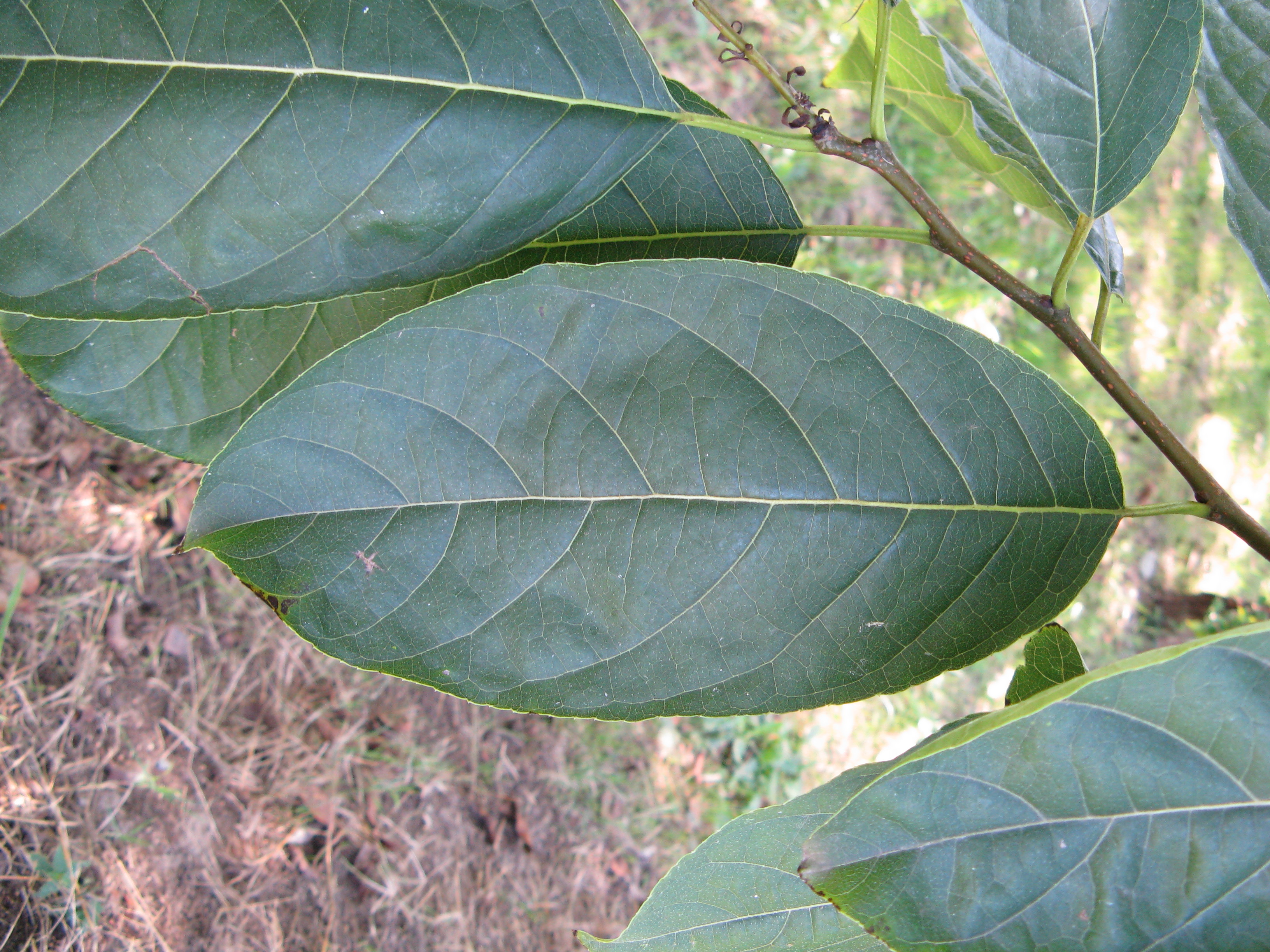
葉
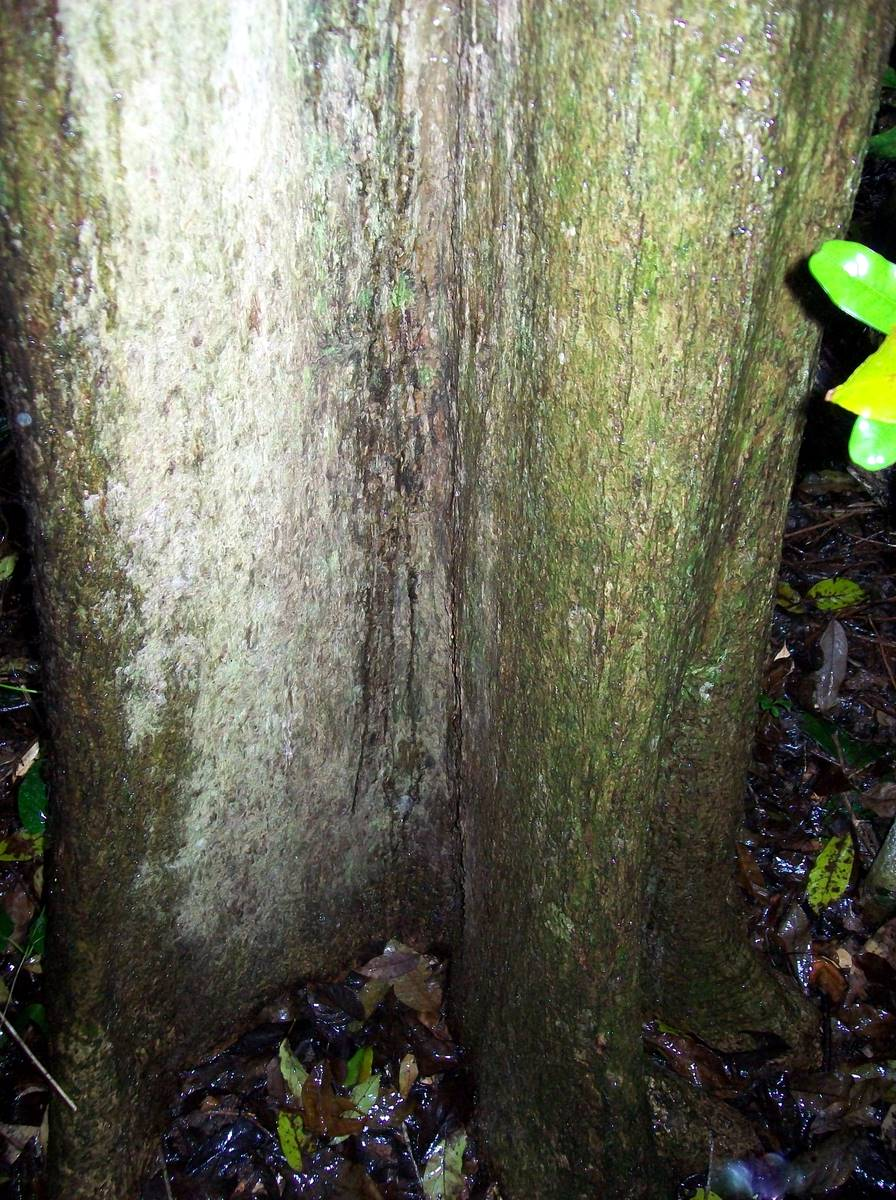
樹皮
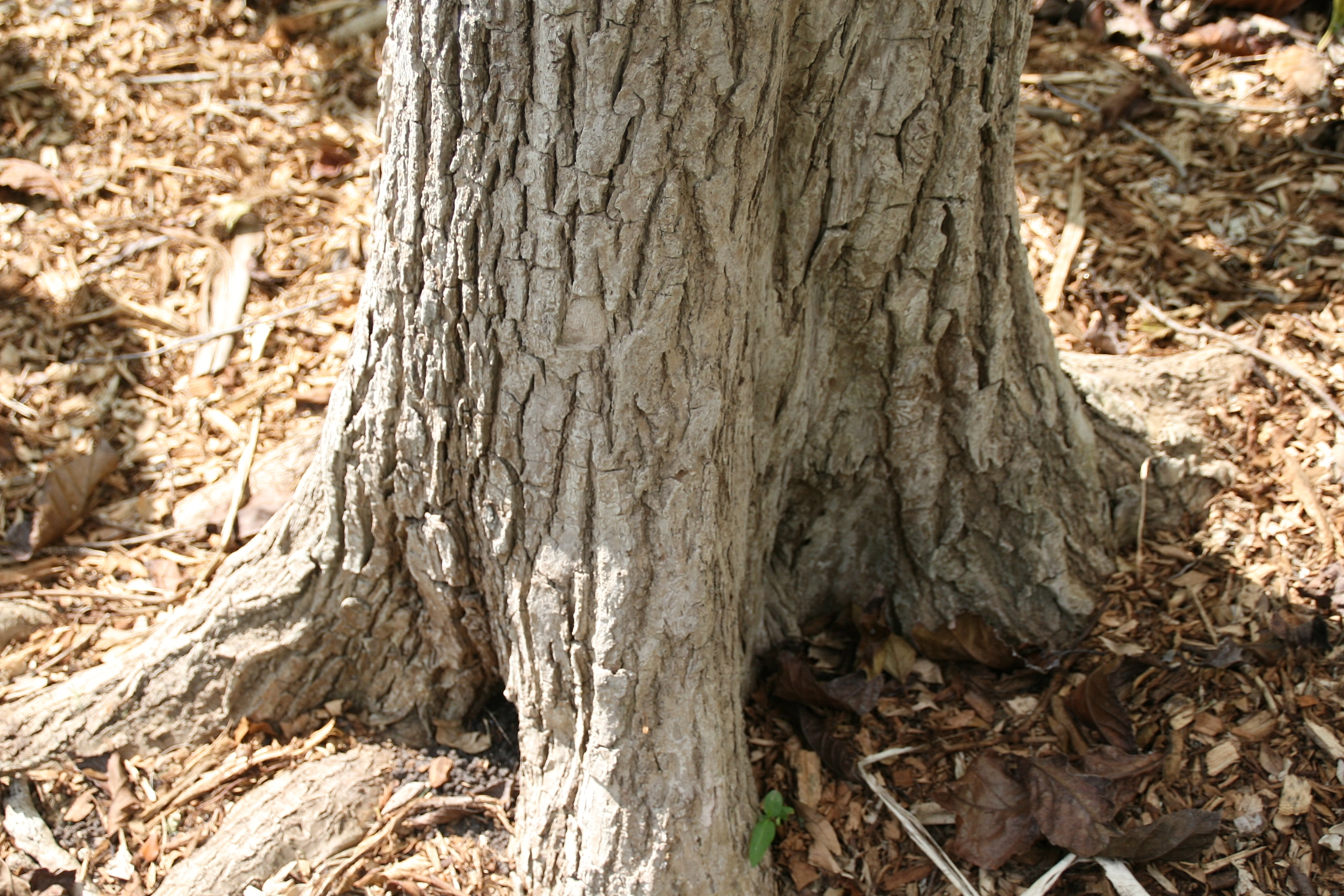
樹皮
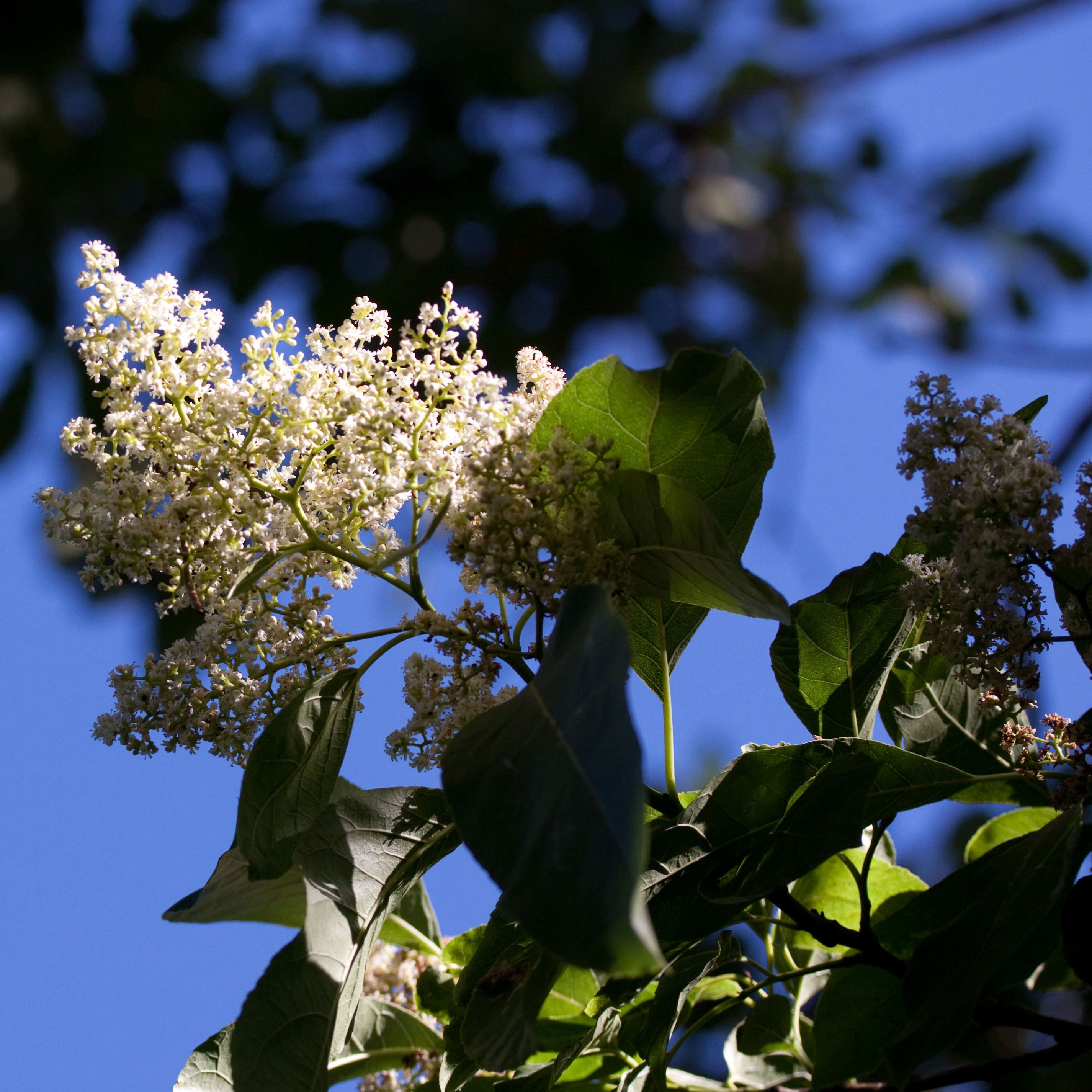
花

## 扩展阅读
- 維基物種上的相關：厚壳树